# Deisenhofen (Höchstädt an der Donau)
Deisenhofen ist ein Stadtteil von Höchstädt im Landkreis Dillingen an der Donau in Bayern.

## Lage
Das Pfarrdorf liegt auf der Blindheimer Hochterrasse und am Klosterbach, etwa zweieinhalb Kilometer nordwestlich von Höchstädt. 

## Geschichte
Bodenfunde aus der Bronzezeit bezeugen eine frühe Besiedlung des Gebietes.
Deisenhofen ist wohl eine frühmittelalterliche Ausbausiedlung von Mörslingen. Der Ort ist als Tisenhoven erstmals um 1140 überliefert. Für das 12. Jahrhundert ist ein niederes Adelsgeschlecht bezeugt, die Herren von Tisenhoven. Die Grundherrschaft ging an die Herrschaft Faimingen und mit dieser 1381 an das Herzogtum Bayern über. Zum Landgericht Höchstädt gehörend, kam Deisenhofen 1505 vom Herzogtum Bayern-Landshut an das neu gebildete Fürstentum Pfalz-Neuburg. Deisenhofen erhielt ein Vogtamt als Nachfolge der lange existierenden Landschranne. Der Grundbesitz im Ort war sehr zersplittert, unter anderem hatten das Kloster Kaisheim und die Grafen von Oettingen Besitz im Ort. 
Am 1. Mai 1978 wurde die bis dahin selbständige Gemeinde Deisenhofen, bestehend aus dem Hauptort und den Ortsteilen Goldbergalm und Mittelmühle, im Rahmen der Gemeindegebietsreform nach Höchstädt eingemeindet.

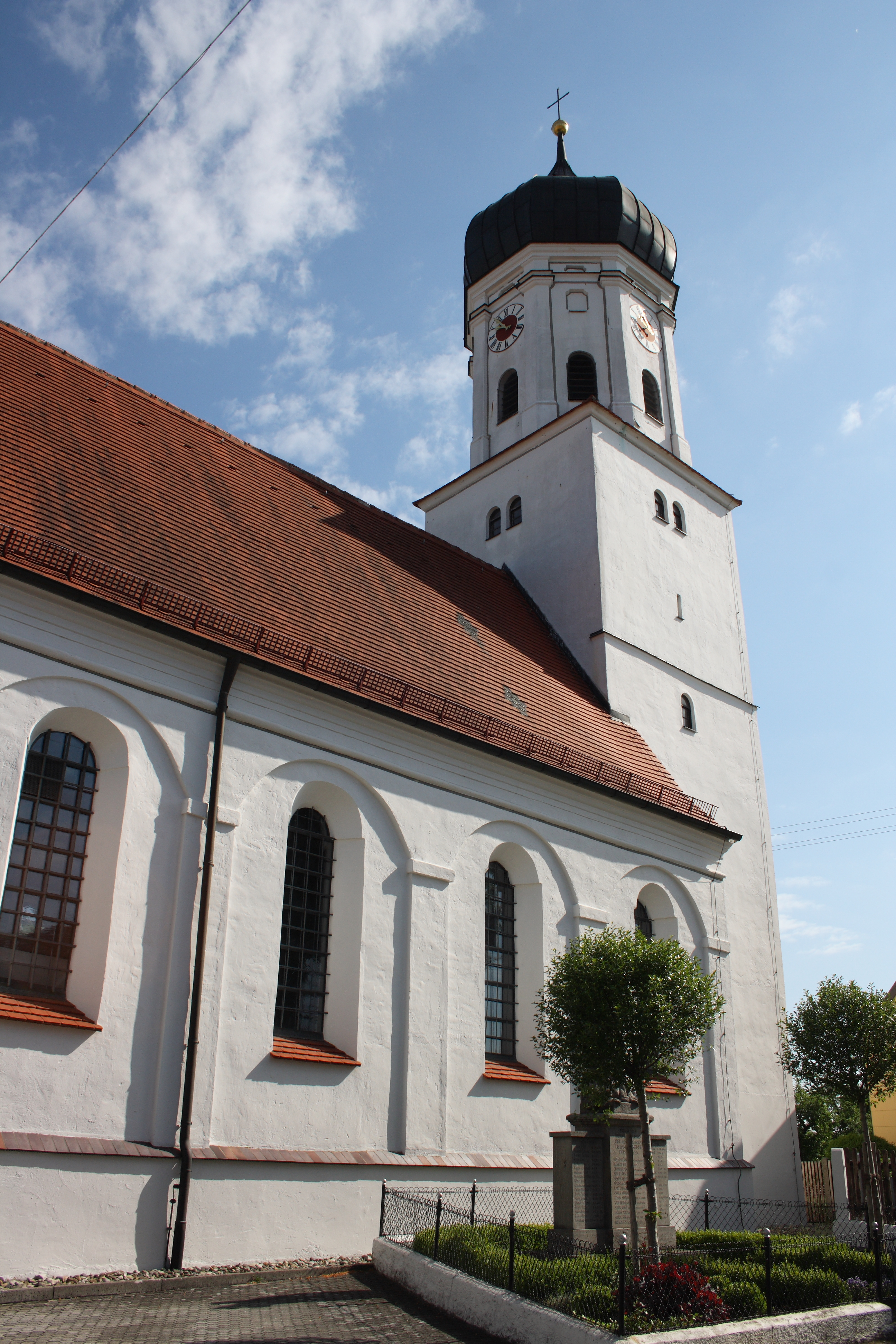
Kirche St. Nikolaus

## Sehenswürdigkeiten
- Katholische Pfarrkirche St. Nikolaus, erbaut Ende des 17. Jahrhunderts
- Pfarrhaus

Siehe auch: Liste der Baudenkmäler in Deisenhofen

## Bodendenkmäler
Siehe: Liste der Bodendenkmäler in Höchstädt an der Donau

## Persönlichkeiten
- Georg Gerstmayer (* um 1525/30 in Deisenhofen), Abt des Klosters Neresheim
- Alfred Marstaller, Brigadegeneral der Luftwaffe
- Christian Konrad, größter Alteisehändler Schwabens